# هايلي أوليفر
هايلي أوليفر (بالإنجليزية: Hayley Oliver) هي مغنية بريطانية، ولدت في 24 أبريل 1976.

## وصلات خارجية
- هايلي أوليفر على موقع ميوزك برينز (الإنجليزية)